# Icius faker
Espèce
Icius faker est une espèce d'araignées aranéomorphes de la famille des Salticidae.

## Distribution
Cette espèce est endémique du Tibet en Chine,. Elle se rencontre dans le xian de Rinbung.

## Description
La carapace du mâle holotype mesure 1,94 mm de long sur 1,46 mm et l'abdomen 2,16 mm de long sur 1,56 mm et la carapace de la femelle paratype mesure 2,04 mm de long sur 1,61 mm et l'abdomen 3,39 mm de long sur 2,38 mm.

## Systématique et taxinomie
Cette espèce a été décrite par Yang et Zhang en 2024.

## Étymologie
Cette espèce est nommée en l'honneur de Sang-hyeok Lee dit Faker.

## Publication originale
(mai 2024).
- Yang & Zhang, 2024 : « On eight species of Chrysillini from Xizang, China (Araneae: Salticidae: Salticinae). » Zootaxa, no 5447(2), p. 151-187.